# 村上なつみ
村上 なつみ（むらかみ なつみ、2000年5月21日 - ）は、日本のフリーキャスター、気象予報士。東京都出身。スプラウトに所属していた。

## 経歴
- 2019年4月にセント・フォーススプラウトに入所[1]。
- 2019年5月4日、gee up sproutにてメディア初出演[2]。
- 2020年1月4日、gee up sprout内のミスぱいそん。2020グランプリを受賞[3]。
- 高校2年生から気象予報士の勉強を始め、2020年3月に6回目の挑戦で合格[4]。
- 2020年10月1日から2023年3月31日まで木曜日と金曜日の『news zero』のお天気コーナーを担当[5]した。
- 大学卒業後の2023年4月より全日本空輸に入社した。

## 人物
- 東京の下町で生まれ育ち、江東区の公立小中学校、神奈川県の私立中高一貫校の高校に通っていた。
- 中学生の頃から天気が好きで気象の道を志し、気象予報士を目指した理由は「中学生の頃にソフトテニス部の練習が好きじゃなくて、雨が降らないかなと空を見るようになりました」。
- ネットに、村上さんのnews zeroにデビュー発表は「zeroの新しいお天気キャスターの子かわいい」「20歳で気象予報士ってすごいなぁ」「美人で努力家ですごい」など反響が寄せられている[6]。
- 法政大学文学部地理学科卒業。
- 趣味は映画鑑賞、読書とギター。
- 特技はスノーボードと美味しそうに食べること。
- 気象予報士の試験は高校生の時から受けており、6回目で合格。
- 高校時代は軽音部に入っていた(途中で退部)[7]。
- 東京ヤクルトスワローズのファンである。

## 出演番組

### 担当番組
- news zero（日本テレビ、2020年10月1日 - 2023年3月31日） - 気象予報士（木・金曜担当）
- 知られざるガリバー～エクセレントカンパニーファイル～ （テレビ東京、2020年2月15日 - 2023年3月11日）- リポーター
- gee up sprout（FMサルース 、FMしながわ、イッツコムチャンネル10、2019年5月4日 - 2023年2月4日）